# Иванов, Павел Николаевич (полный кавалер ордена Славы)
Павел Николаевич Иванов (1 мая 1918, Харьков — 21 марта 1985, Варшавка, Челябинская область) — советский военнослужащий, гвардии сержант, участник Великой Отечественной войны и Советско-финской войны. Полный кавалер ордена Славы.
В годы войны — помощник командира взвода 1-й отдельной гвардейской воздушно-десантной разведывательной роты 6-й гвардейской воздушно-десантной дивизии 7-й гвардейской армии 2-го Украинского фронта.

## Биография
Родился 1 мая 1918 года в городе Харьков. Воспитывался в детском доме, окончил 5 классов. Работал шофёром.
В Красной Армии с 1939 года. Участник советско-финляндской войны 1939—1940 годов. На фронте в Великую Отечественную войну с июня 1941 года. Воевал на Южном фронте, участвовал в боях в Крыму, на Керченском направлении был ранен. После госпиталя был направлен в 83-ю бригаду морской пехоты.
В составе бригады вместе со стрелковыми частями Иванов участвовал в ожесточенных боях на Северном Кавказе, под Новороссийском, дрался в окружении. В рукопашных схватках, огнём из автомата и гранатами уничтожил несколько десятков противников. В конце сентября 1942 года был тяжело ранен и почти полгода провел в госпиталях.
В марте 1943 года вместе с командой выздоравливающих был направлен в распоряжение штаба 6-й воздушно-десантной дивизии, где его зачислили в 1-ю отдельную разведывательную роту. С этой частью прошел до конца войны.
В конце августа — начале сентября 1944 года 7-я гвардейская армия, в состав которой входила дивизия, вела успешное наступление в Северной Трансильвании и вышла на западные отроги Восточных Карпат.
В ночь на 22 сентября близ населенного пункта Галешты гвардии сержант Иванов с четырьмя разведчиками ворвался на огневой рубеж противника. Разведчики уничтожили два пулеметных расчета из боевого охранения и ещё несколько противников. Ворвавшись в блиндаж, Иванов лично пленил вражеского солдата, который был доставлен в штаб дивизии и дал нужные сведения.
Приказом по 6-й гвардейской воздушно-десантной дивизии от 30 сентября 1944 года гвардии сержант Иванов Павел Николаевич награждён орденом Славы 3-й степени.
В конце декабря 1944 года — начале января 1945 года дивизия в составе 7-й гвардейской армии вела боевые действия в Будапеште. Шли бои по уничтожению окруженной группировки вражеских войск.
12 января 1945 года в районе высоты 273,0 юго-восточнее населенного пункта Нове-Замки гвардии сержант Иванов действуя в группе захвата «…проявил исключительную смелость и умение. Во время действия группы поиска он первым ворвался на объект противника, где было три немецких солдата, из которых в рукопашном бою он лично уничтожил двоих, а третьего с подоспевшими разведчиками захватил в плен и доставил в часть Противник дал ценные сведения». На следующий день Иванов снова участвовал в поиске.
13 января в районе высоты 283,0, 23 км юго-восточнее населенного пункта Нове-Замки, с группой захвата напал на объект противника — пулеметную точку. По группе захвата был открыт сильный пулеметный и автоматный огонь. На помощь вражеским пулеметчикам бросилась группа вражеских солдат численностью до 20 человек. «Павел Иванов с другими разведчиками из группы захвата врезался в середину атакующей группы противника. Огнём и гранатами два разведчика уничтожили двадцать фашистов. Иванов лично истребил 10. Захватили двух пленных и доставили в расположение своей части»
Приказом по 7-й гвардейской армии от 27 февраля 1945 года гвардии сержант Иванов Павел Николаевич награждён орденом Славы 2-й степени.
7 мая 1945 года при прорыве вражеской обороны на подступах к населенному пункту Новоседлы гвардии сержант Иванов первым ворвался во вражескую траншею и забросал блиндаж гранатами, истребив находившихся там солдат.
Указом Президиума Верховного Совета СССР от 15 мая 1945 года за исключительное мужество, отвагу и бесстрашие в боях с вражескими захватчиками сержант Иванов Павел Николаевич награждён орденом Славы 1-й степени. Стал полным кавалером ордена Славы.
В 1946 году был демобилизован. Жил в селе Варшавка Карталинского района Челябинской области. Работал в совхозе.
Скончался 21 марта 1985 года. Похоронен на кладбище села Варшавка.
Награждён орденами Отечественной войны 1-й степени, Славы 3-х степеней, медалями.